# Милан Кангрга
Милан Кангрга (Загреб, 1. мај 1923 — Загреб, 25. април 2008) био је хрватски филозоф, професор етике на Филозофском факултету у Загребу, један од оснивача часописа "Praxis" и Корчуланске љетне школе.

## Биографија
Рођен је у Загребу, где је похађао и завршио основну и средњу школу, матурирао је 1942. године. Похађао је официрску домобранску школу у Аустрији од 1943. до 1944. године, након чега је служио као заставник. Од маја 1945. био је у Југославенској армији и демобилисан је крајем 1945. године. Студирао је филозофску групу предмета на Филозофском факултету у Загребу. Први филозофски чланак под називом "О етици" објавио је у "Студентском лист"-у већ 1948. године. Дипломирао је 1950. као једини дипломирани студент филозофије те године. Исте године постао је асистент на Одсјеку за филозофију за предмете етика и естетика. Редовни професор на истом факултету постао је 1972. године, а у том својству је пензионисан 1993. Године 1953. постао је члан КПЈ, али је био већ идуће године искључен и више никада није био члан партије. Био је један од иницијатора Универзитетског часописа "Pogledi" 1952. године (главни и одговорни уредник био је Руди Супек). У том часопису је објавио своје прве радове, нпр. "Проблеми идеологије" 1953. Већ 1954. године, часопис је забрањен након жестоке критике из редова партије. Године 1957. био је један од оснивача опште-теоријског часописа "Наше теме", у којем су објављивали и други филозофи. Докторирао је на теми "Етички проблем у дјелу Карла Маркса". Потом, од 1962. до 1964. године, боравио је на студијском усавршавању у Хајделбергу, као стипендиста фондације Александра фон Хумболт (Бад Годесберг, СР Немачка). Године 1964. био је један од оснивача часописа Praxis (Праксис), који је постао центар окупљања и снажног профилисања групе филозофа који су добили име по Праксисовци.
Држао је запажена предавања у Бону, Минхену, Прагу, Будимпешти, Москви, Кијеву и другим градовима.
Умро је 25. априла 2008. године, у 85 години у Загребу.